# Immeuble Noguez
Pour les articles homonymes, voir Noguez.
L'immeuble Noguez est un édifice situé dans la ville de Verdun, dans la Meuse en région Grand Est.

## Histoire

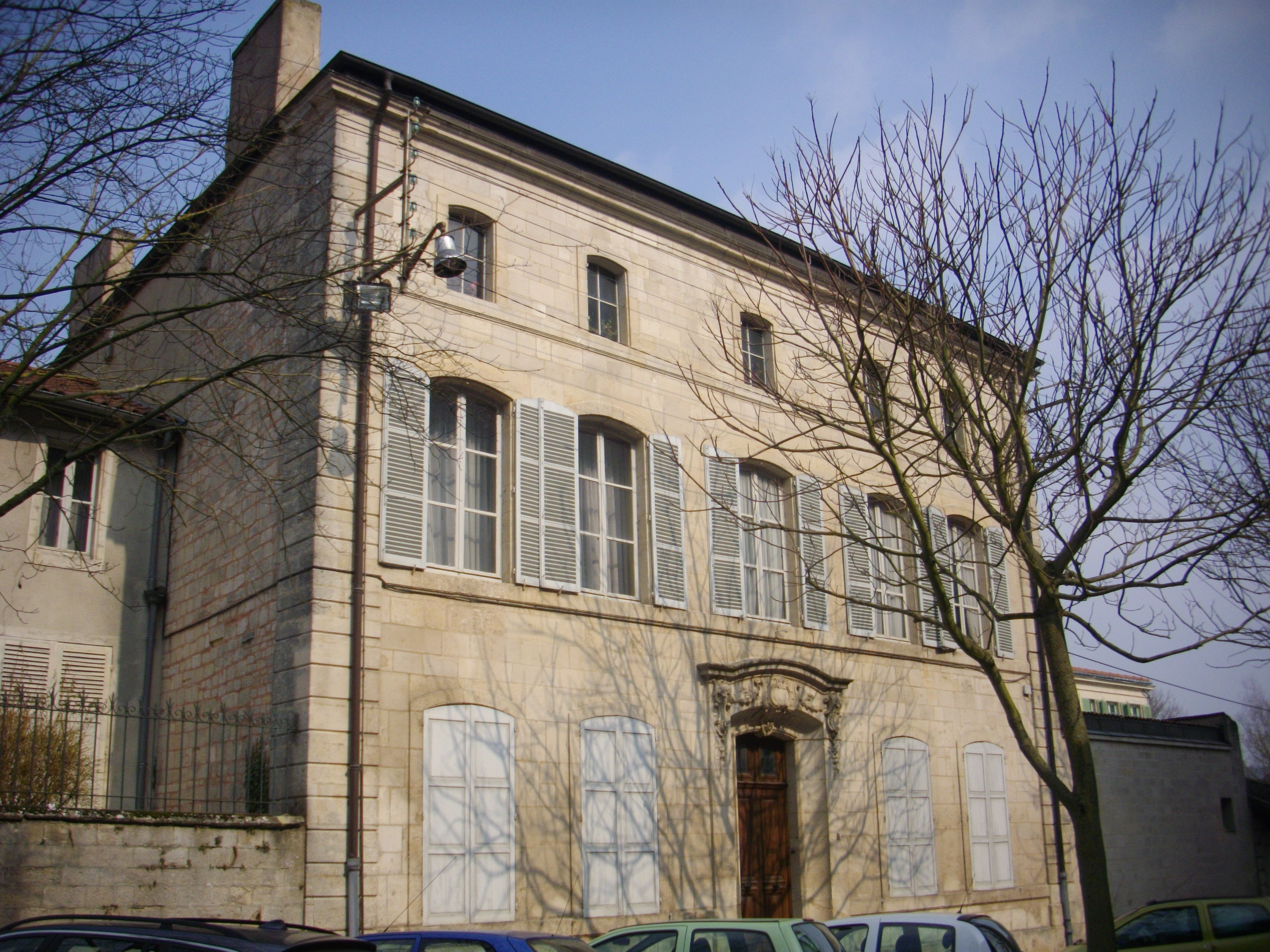
Immeuble Noguez en 2013.

L'immeuble a été construit en 1760 pour le chanoine Noguez,.

La façade sur rue et la façade latérale sur cour, y compris le prolongement de celle-ci et les toitures correspondantes sont inscrites au titre des monuments historiques par arrêté du 28 juin 1972.